# Mohammed Bello
Pour les articles homonymes, voir Bello (homonymie).
Mohammed Bello né vers 1781, est le deuxième souverain du Sultanat de Sokoto. Il règne de 1817 à 1837, à la suite de son père le Shehu Ousman dan Fodio, fondateur du sultanat de Sokoto et son premier sultan. C’est un savant et un lettré musulman qui consacre une grande majorité de ses écrits à l’histoire, à la poésie, et aux études islamiques. Au cours de son règne, Mohammed Bello œuvre à la propagation et à la régénération de l’islam dans la région, encourage l’éducation des hommes autant que des femmes et met en place des juridictions islamiques dans le sultanat. À sa mort, le 25 octobre 1837, son petit frère Abu Bakr Atiku lui succède.

## Biographie
Mohamed Bello naît dans une famille peule, appelée les Toronkawa/Torodbé, qui se donne des origines arabe et toucouleur (du Fouta-Toro). Dans ses écrits, son oncle Abdullahi dan Fodio, frère de Ousman dan Fodio fait remonter leur généalogie à Uqba ibn Naffi, revendiquant ainsi une ascendance prophétique. Selon lui, Uqba ibn Naffi aurait épousé une femme peule appelée Bajjumangbu de laquelle descendrait la famille Torodbé. Le sultan Mohammed Bello mentionne, dans son œuvre Infāq al-maysūr (1812), son appartenance à la famille du prophète Mahomet par sa grand-mère maternelle dénommé Hawa (mère de Ousman dan Fodio).
Les Toronkawa/Torodbé sont un lignage de clercs et de savants musulmans connus à travers toute l’Afrique de l’Ouest aux XVIIIe et XIXe siècles[réf. nécessaire], marqué par la volonté de transmettre la religion et de purifier l’islam pratiqué dans la région. Les Torodbe/Toronkawa ne revendiquent pas particulièrement une identité peule au moment du jihad. Ils sont de langue peule, mais affirment aussi une identité arabe et mènent leur jihad en  terres haoussa. Les clans Torodbe/Toronkawa accueillent des membres de toute la société, particulièrement des personnes des milieux pauvres, et des personnes d’origines diverses notamment des Peuls, Wolofs, Mandés, Haoussa et Touaregs, pour faire partie de leur cercle de clercs. Ils parlent tous le peul, se marient dans des familles peules et deviennent une caste de lettrés peuls.

## Famille
Muhamed Bello est le fils de la quatrième femme d’Ousman dan Fodio, Hawa. Comme tous ses frères et sœurs, il suit les enseignements de son père à Degel dans les années 1780, jusqu’à ce que la famille choisisse de s’exiler en 1804 lorsque son père lance le jihad. Plusieurs membres de la famille sont de grands savants, comme sa sœur Nana Asma’u, poète et enseignante, et Abou Bakr Atiku qui devient son successeur à la tête du Califat de Sokoto. Mohammed Bello lui-même est un savant et produit de nombreux ouvrages dont le célèbre Infāq al-maysūr.

## Sultanat
Mohammed Bello s’installe à Sokoto, qui en 1809 devient la capitale du sultanat fondé par Ousman dan Fodio après le jihad (1804-1810). Le sultanat de Sokoto devient l’un des plus grands États d’Afrique au début du XIXe siècle, regroupant différentes populations, notamment peules et haoussas, mais pas uniquement. L’un des objectifs du jihad est de supprimer les systèmes de gouvernement haoussas considérés comme corrompus, prédateurs et ne respectant pas les lois de l’islam. Cependant, le sultanat finit par reproduire certains de ses fonctionnements. Ousman dan Fodio se retire de l’administration de l’État en 1815 et en confie une partie du territoire à son fils Mohamed Bello (notamment les émirs de Wurno à côté de Sokoto) ; et une deuxième à son frère Abdullahi dan Fodio.
Dès avant de devenir sultan, Mohammed Bello montre une approche plus pragmatique que celle de son père quant à la pratique de l’esclavage, fondement du système économique du sultanat. En effet, les historiens Paul Lovejoy et Mohammed Bachir Salau considèrent le sultanat de Sokoto comme un État esclavagiste dans lequel le travail servile était utilisé dans toutes les parties de l’économie. Dans son ouvrage intitulé Infaq al-maysur (1812), Mohammed Bello donne une description détaillée des régions du Sahel et du Sahara, indiquant qui est considéré comme musulman et qui ne l’est pas, ceci à partir de leur situation géographique par rapport au sultanat. Il produit ainsi un discours permettant la mise en esclavage d’un grand nombre de populations voisines de Sokoto, en les décrivant comme non-musulmanes.
Au moment de la mort d’Ousman dan Fodio en 1816, le califat se retrouve plongé dans une crise importante, notamment en raison de la concurrence entre les deux prétendants au titre de Sultan, Mohamed Bello et son oncle Abdoulahi dan Fodio. Selon plusieurs récits, au moment de l’annonce de la décision, les supporters de Mohamed Bello encerclent la ville et empêchent d’autres notables prétendant au titre d’y rentrer, dont Abdoulahi dan Fodio. Mohammed Bello succède finalement à son père et le sultanat est divisé en plusieurs parties plus ou moins autonomes afin de satisfaire les factions. Le règne de Mohammed Bello consolide la politique du sultanat de Sokoto. La plupart des émirs qui avaient proclamé leur allégeance à Ousman Dan Fodio restent loyaux envers Mohammed Bello, notamment ceux de villes et de communautés qui avaient beaucoup d’autonomie et pouvaient fonctionner sans l’aide du sultanat Sokoto.
Le sultanat de Sokoto est un ensemble politique qui englobe plusieurs villes et territoires dont certains sont aujourd’hui au Cameroun, au Burkina Faso, au Niger et au Nigeria. Mohammed Bello comme son père prend le titre de Amīr al-mu’ minīn (chef suprême des musulmans) et règne sur plusieurs émirats qui lui versent un tribut annuel. Au sein de la cour, des fonctionnaires attitrés s’occupent du fonctionnement administratif, judiciaire et financier du territoire et veillent au fonctionnement des tribunaux judiciaires, à la collecte de taxes, à la supervision des marchés, et à la conception de systèmes de purification sanitaire, pour la ville de Sokoto notamment. Rapidement les formes de gouvernement adoptées par la cour de Mohammed Bello reprennent les formes de celle de la sarauta haoussa critiquée au moment du jihad. En tant que sultan d’un vaste empire, le maintien d’une cour pléthorique lui permet d’accorder plus de postes aux émirs, ainsi de satisfaire tous les groupes en compétitions et de s’assurer de leur loyauté.
Le sultan Bello fait face très tôt à des oppositions de dissidents issus de l’aristocratie. À la différence de celle de son père, son administrationest plus tolérante à l’égard des systèmes politiques et culturels qui existaient avant le jihad. Il encourage les populations pastorales peules et touarègues à se sédentariser autour des ribats, c’est-à-dire les fortifications construites autour des villes du califat. Le système de ribats du sultanat s'inspire des centres urbains du monde musulman comme Basra, et Al-Fustāt qui avaient d’abord été des forteresses placées à la limite de ce qui était considéré comme le monde musulman. Selon Mohamed Bello, un mode de vie urbain est plus souhaitable pour les populations du sultanat, la vie nomade n’étant pas, selon lui, compatible avec la société musulmane urbaine qu’il construisait à Sokoto. Les ribats participent ainsi d’une politique d’exclusion des populations nomades des projets du sultanat. Les ribats fondés par Muhammad Bello sont devenus des centres urbains cosmopolites, des centres commerciaux et d’enseignements importants et sont restés sous le contrôle de membres de la famille du sultan Bello ou de gouverneurs qu’il avait lui-même choisis.
En 1820, Muhammad Bello compose un court traité intitulé Tanbih al-sahib ‘ala akhām al makhãsib dans lequel il évoque les meilleures façons de mener sa vie dans une société islamique : au sommet de cette hiérarchie figure le jihad, car « il est bénéfique universellement pour prévenir la destruction de l’ordre social islamique » et l’élevage se trouve relégué en bas de celle-ci. Après avoir rencontré des résistances au début de son règne, Mohamed Bello se concentre sur la consolidation de l’administration, du système judiciaire et sur la construction de lieux d’enseignement, comme les écoles ou les mosquées. Un aspect important du règne de son père qu’il souhaite poursuivre est de développer l’accès à l’éducation. Sa sœur Nana Asma’u joue un rôle crucial dans cette politique en devenant, elle-même, enseignante et en travaillant à encourager les femmes des milieux ruraux à suivre des études.
Pendant le règne de Mohamed Bello, al-Hajj Oumar Tall, futur fondateur de l’empire Toucouleur, séjourne à Sokoto en revenant de son pèlerinage à La Mecque en 1822 et en est grandement influencé, comme le montrent les mentions régulières dans ses écrits. Pour consolider leur alliance, al-Haji Oumar Tall épouse l’une des filles de Mohamed Bello. Pendant son séjour à Sokoto, il exerce en tant que cadi (juge) et comme commandant dans l’infanterie du sultan jusqu’à la mort de Mohammed Bello.
L’explorateur britannique Hugh Clapperton a lui aussi visité la cour de Mohammed Bello à deux reprises, en 1824 et en 1826 et a laissé de nombreuses descriptions du sultanat à cette période. Le sultan et lui nouent une relation intellectuelle et il louera dans ses écrits la générosité et l’intelligence du sultan. Clapperton remarque lors de sa seconde visite que le sultan est plus richement habillé. Clapperton est intéressé par les écrits du sultan et impressionné par sa maîtrise de la géopolitique internationale, notamment sur la colonisation britannique en Inde. Au cours de son second voyage, Clapperton tombe malade et meurt en 1826.
Plusieurs dirigeants dissidents comme Abd al-Salam et Dan Tunku continuent à résister à l’autorité de Mohammed Bello tout au long de son règne. Dan Tunku, vizir de l’émirat de Kazaure, s’était battu aux côtés d’Usman dan Fodio au moment du jihad, mais s’oppose à Mohammed Bello lorsqu’il nomme Ibrahim Dado émir de Kano en 1819, organisant une forte résistance. En 1836, le royaume du Gobir se révolte contre le sultanat et Mohammed Bello rassemble ses forces pour écraser la rébellion le 9 mars 1836 lors de la bataille de Gawakuke, sans parvenir à éteindre complètement la résistance du Gobir.
Au cours de son règne, il développe l’éducation, se concentrant principalement sur l’enseignement de l’histoire, de la poésie et des sciences islamiques. Il écrit des centaines de textes sur ses sujets de prédilection au cours de sa vie. Mohammed Bello décède de mort naturelle, à l’âge de 58 ans, le 25 octobre 1837 à Wurno. Son frère Abu Bakr Atiku lui succède et mène une politique plus rigoureuse. Néanmoins le modèle de gouvernance tolérant de Mohammed Bello a une influence durable sur la construction du sultanat de Sokoto lui permettant de se maintenir dans la durée et de jouir d’une importante aura culturelle et symbolique dans la région.